# Museo de Cera de Madrid
Het Museo de Cera de Madrid (Nederlands:Wassenbeeldenmuseum Madrid) is een wassenbeeldenmuseum in de Spaanse stad Madrid. Het is geopend in 1972.

## Locatie en collectie
Het museum is gelegen in een winkelcentrum op de hoek van de Plaza de Colón en de Calle de Génova, verspreid over twee verdiepingen. Daarbij kent het museum drie pretparkattracties; een bewegingssimulator, een spookhuis en een 4D-film. Op de begane grond bevinden zich wassen beelden van bekende personen uit zowel binnen- als buitenland. Op de tweede verdieping wordt door middel van personages de geschiedenis van Spanje uitgelegd.
Het museum heeft voor de deur een toegang tot het metrostation Colón, bediend door lijn 4 van de metro van Madrid.